# ドン・シュラ
ドナルド・フランシス・シュラ（Donald Francis Shula、1930年1月4日 - 2020年5月4日）は、アメリカ合衆国オハイオ州グランドリバー出身のアメリカンフットボール選手・コーチ。息子のデイブ・シュラもシンシナティ・ベンガルズでヘッドコーチを務めた。
ディフェンシブバックの選手としてNFLのキャリアをスタートし、コーチに転身後、長年マイアミ・ドルフィンズのヘッドコーチを務め、スーパーボウルを2度制覇、1972年シーズンにはシーズン無敗でのスーパーボウル制覇を果たした。ボルチモア・コルツ時代と合わせて合計6回スーパーボウルに出場した。
1963年シーズンにボルチモア・コルツのヘッドコーチに就任してから、1995年シーズンオフにマイアミ・ドルフィンズのヘッドコーチを退任するまでの33シーズンで負け越したシーズンは2シーズンのみ（1976・1988）であり、通算成績は、328勝156敗6分であった。またヘッドコーチとして526戦指揮しており、プレーオフも含めると347勝しており、シカゴ・ベアーズのジョージ・ハラスより23勝多い勝ち星をあげている。彼の指揮したチームは21シーズンで10勝以上をあげ、プレーオフには19回出場した。またコルツ時代には3回最優秀コーチに選ばれている。NFLで300勝以上あげたヘッドコーチは、2019年シーズン終了時点で、シュラの他には、ジョージ・ハラスとビル・ベリチックのみとなっている。バッファロー・ビルズを4年連続スーパーボウルに導いたマーブ・リービーは、シュラをプロフットボール史上最も偉大なコーチであると評価している。
1997年、プロフットボール殿堂入りを果たした。彼がコーチとして指導した3人のQB、ジョニー・ユナイタス、ボブ・グリーシー、ダン・マリーノも殿堂入りを果たしている。NFLのルール改正にも長年関わっており、それまでレシーバーに対する守備選手のホールディングの反則のルール改正に関わり、それによってオフェンスが有利となり、NFLの試合がハイスコアのパス全盛につながった。
2020年5月4日、死去。

## 経歴

### プロ入りまで
エリー湖のそばにあるオハイオ州北東部にあり、クリーブランドから東に約40マイルの小さな町、グランドリバーで生まれた。両親はいずれもハンガリー系であり、いずれも小さいときにアメリカに移住した。
高校ではシングルウィングオフェンスの左ハーフバックとしてプレー、最終学年のときにチームは7勝3敗の成績を残した。高校が7勝をあげたのは18年ぶりのことであった。
ジョンキャロル大学に進学、1年次の1948年、ヤングスタウン州立大学戦で先発ハーフバックが負傷したため出場、175ヤード、2タッチダウンの活躍を見せた。最終学年の1950年には強豪校のシラキューズ大学戦で125ヤードを走り勝利に貢献した。

### NFL選手時代
1951年に大学を卒業、オハイオ州カントンの高校から年3,750ドル（2020年の貨幣価値で36,938ドル）のオファーを受けたが、1951年1月のNFLドラフト9巡でNFLのクリーブランド・ブラウンズに指名された。年5,000ドルでブラウンズと契約した。当時のブラウンズのヘッドコーチは、ポール・ブラウンであった、ディフェンシブバックとして全12試合に出場、10月には先発として出場、4インターセプトをあげた。この年チームはNFLチャンピオンシップゲームに2年連続で進出したが、ロサンゼルス・ラムズに17-24で敗れた。朝鮮戦争が起きたこともあり、1952年1月にオハイオ州軍に属した。
1952年11月にブラウンズに復帰、5,500ドルで契約、シーズン終盤の5試合に出場した。この年もブラウンズはNFLチャンピオンシップゲームに進出したが、デトロイト・ライオンズに敗れた。
1953年にブラウンズは大型トレードでシュラをボルチモア・コルツにトレードした。コルツに加入する直前、ケース・ウェスタン・リザーブ大学で修士号をとった。1953年に創設されたコルツはその年3勝9敗に終わったが、シュラは3インターセプトをあげた。
1954年にブラウンズのアシスタントコーチを務めていたウィーブ・ユーバンクがヘッドコーチに就任、シュラは自己ベストの5インターセプトをあげた。1955年にもシュラは5インターセプトをあげた。1956年、後にプロフットボール殿堂入りするジョニー・ユナイタスが控えQBとしてコルツに加入した。この年シュラは1インターセプトに終わった。1957年のトレーニングキャンプ終了後、シュラはコルツから解雇され、その後ワシントン・レッドスキンズと契約を結んだ。シュラはレッドスキンズで1年プレーし現役を引退した。
NFLで通算73試合に出場、21インターセプト、4ファンブルリカバーの成績を残した。

### 指導者時代
現役引退後、1958年2月にバージニア大学のディフェンシブバックコーチに就任した。1959年にはケンタッキー大学のディフェンシブバックコーチを務めた。ケンタッキー大学のヘッドコーチ、ブラントン・コリエルはシュラがクリーブランド・ブラウンズでプレーしていた時代にポール・ブラウンヘッドコーチの下でアシスタントコーチを務めていた人物である。
1960年、デトロイト・ライオンズのディフェンシブバックコーチに就任した。ジョージ・ウィルソンヘッドコーチのもとでシュラがコーチを務めた1960年から1962年までの3シーズン、チームは毎年勝ち越し、1961年、1962年はNFL西地区で2位となった。1962年にライオンズのディフェンスは失点でリーグ2位、喪失ヤードでリーグ1位となった。この年のライオンズには、ロジャー・ブラウン、アレックス・カラス、ダリス・マコード、サム・ウィリアムズらフィアサム・フォーサムと呼ばれた強力なディフェンスラインの存在もあった。
1963年、ボルチモア・コルツのヘッドコーチ、ユーバンクがキャロル・ローゼンブルームオーナーに解雇され、シュラがヘッドコーチに就任した。彼は当時33歳であり、当時のNFL史上最年少ヘッドコーチであった。
デビュー戦となったニューヨーク・ジャイアンツ戦は敗れたものの翌週の試合に勝利した。この年チームは8勝6敗でNFL西地区3位となった。1958年、1959年にNFLチャンピオンとなったコルツのこの年の主力はQBジョニー・ユナイタス、WRレイモンド・ベリー、TEジョン・マッキー、DEジーノ・マーチェッティであった。
ドルフィンズでスーパーボウルを制覇するまでの間、シュラ率いるチームはレギュラーシーズンは好成績を収めるものの大舞台での敗退が続く。
2年目の1964年、チームは12勝2敗の成績をあげてNFL西地区で優勝したが、クリーブランド・ブラウンズとのNFLチャンピオンシップゲームでは0-27で敗れた。なおこの試合ではMVPに選ばれる活躍を見せたユナイタス、HBレニー・ムーアが19タッチダウンをあげていることもあり、コルツは有利と予想されていたが0-27と完敗した。シュラはこの年最優秀コーチに選ばれた。
1965年、チームは10勝3敗1分でグリーンベイ・パッカーズと同率となったがプレーオフで敗れNFLチャンピオンシップゲーム出場を逃した。
スーパーボウルが初開催される1966年にもチームはNFL西地区2位となった。
1967年には11勝1敗2分の成績をあげたが、同率成績のロサンゼルス・ラムズの方が総得点が多く、プレーオフ出場を逃した。コルツがこの年敗れた相手はシーズン最終週に敵地ロサンゼルス・メモリアル・コロシアムで行われたラムズ戦のみであった。この年も彼は最優秀コーチに選ばれた。またユナイタスがこの年も最優秀選手に選ばれた。
1968年、ユナイタスがひじを負傷、控えQBのアール・モラルが代役を務めた。チームは13勝1敗の成績をあげ、ウェスタン・カンファレンスチャンピオンシップでミネソタ・バイキングスを破り、翌週のNFLチャンピオンシップゲームではクリーブランド・ブラウンズを34-0で破った。第3回スーパーボウルではニューヨーク・ジェッツと対戦、コルツ圧倒的有利と予想されていたが、ジョー・ネイマスが勝利を保証したジェッツに7-16で敗れた。コルツはたくさんの得点機会があったがそれを生かせず、ジェッツに試合の支配を許した。
1969年もコルツでヘッドコーチを務めたが8勝5敗1分でプレーオフを逃した。コルツでは7シーズンで71勝23敗4分の成績をあげたがプレーオフでは2勝3敗であった。
1969年シーズン終了後、マイアミ・ドルフィンズの2人目のヘッドコーチに就任した。このとき彼の契約にはタンパリングがあったと判断され、ドルフィンズはコルツに1971年のドラフト1巡指名権を渡した。
1966年に創設されたドルフィンズは、彼が就任するまでの4年間で15勝しかあげられない弱小チームであり、NFLと統合される前のAFLでの最後のシーズン、3勝10敗1分の成績であった。
1970年、チームは10勝4敗の成績をあげて、初のプレーオフに進出した。
ドルフィンズにはラリー・リトル、ジム・ランガー、ボブ・キューヘンバーグら強力なオフェンスライン、ラリー・ゾンカ、ジム・キイク、マーキュリー・モリスによる強力なラン攻撃、ボブ・グリーシー、アール・モラルのクォーターバッキング、優れたレシーバーであるポール・ウォーフィールド、ハワード・トワイリー、ジム・マンディッチの存在、マニー・フェルナンデス、ニック・ブオニコンティらを擁したノーネームディフェンスと呼ばれる強力なディフェンスがあった。
ドルフィンズでシュラは1971年（第6回）、1972年（第7回）、1973年（第8回）、1982年（第17回）、1984年（第19回）と5回スーパーボウルにチームを出場させた。最初の4回は強力なラン攻撃と守備が売りのチームであったが、1983年のドラフトでダン・マリーノを獲得してからはパス攻撃がチームの売りとなった。1984年、マリーノは当時のNFL記録となる5,084ヤードを投げて48タッチダウンをあげた。
ドルフィンズのヘッドコーチに就任して3年目の1971年、チームは10勝3敗1分で第6回スーパーボウルに進出したが、ダラス・カウボーイズに3-24で敗れた。第6回スーパーボウルでは当時のリチャード・ニクソン大統領がドルフィンズにプレーコールのアドバイスを送った。
1972年、ドルフィンズはレギュラーシーズンを14勝0敗、ポストシーズンも3連勝して、スーパーボウルまでの17試合を全て勝利、スーパーボウルを無敗で制覇した唯一のチームとなった。この年、エースQBのボブ・グリーシーが5試合目で負傷し38歳のベテランQBアール・モラルが交代出場、その後レギュラーシーズン残り試合全てで先発したが全勝、プレーオフのクリーブランド・ブラウンズ戦でもモラルが先発した。グリーシーは、ピッツバーグ・スティーラーズとのAFCチャンピオンシップゲームで交代出場、第7回スーパーボウルでは先発に復帰した。2007年のインタビューでこの年スーパーボウルに負けていたらスーパーボウルで0勝3敗となり、大試合に勝てないコーチと言われていただろうと語った（2007年シーズン、ニューイングランド・ペイトリオッツがレギュラーシーズンの16戦全勝し、第42回スーパーボウルまで勝ち上がったが、ニューヨーク・ジャイアンツに敗れてパーフェクトシーズンを逃した。）。
翌年もスーパーボウルを連覇したが、1974年のディビジョナルプレーオフ、オークランド・レイダース戦、試合時間残り35秒にケン・ステイブラーに逆転タッチダウンパスを通され26-28で敗れた。翌年は新リーグのワールド・フットボール・リーグにゾンカ、キイク、ウォーフィールドの主力3名が契約し退団したこともありチーム成績は低下したが、1980年代にも2度スーパーボウルにチームを導いた。
ストライキで短縮された1982年、第17回スーパーボウルに進出したが、ワシントン・レッドスキンズに17-27で敗れた。
1983年のドラフトでダン・マリーノを獲得、マリーノは2年目の1984年に数々のパス記録を樹立、チームは第19回スーパーボウルに進出したが、サンフランシスコ・フォーティナイナーズに16-38で敗れた。
ジョー・ロビーオーナーが選手と高額契約を結びたがらないこともあり、シュラとオーナーの間は冷え込んだ。1983年には当時40万ドルでドルフィンズと契約していた彼にドナルド・トランプがオーナーとなったUSFLのニュージャージー・ジェネラルズから500万ドルの契約オファーがされた。
1994年、ディビジョナルプレーオフでサンディエゴ・チャージャーズに21-22で敗れた。エースRBのテリー・カービーやキース・バイアースを欠いたこの試合でピート・ストヤノビッチが48ヤードの決勝FGを狙ったが失敗している。
ドルフィンズでの最後となった1995年、開幕前にエリック・グリーン、ランダル・ヒル、トレース・アームストロング、テレル・バックリーと4人の元ドラフト1巡指名選手を獲得した。プロボウルに選ばれた7人の選手、マリーノ、バイアース、アービン・フライヤー、リッチモンド・ウェブ、キース・シムズ、ジェフ・クロス、ブライアン・コックスの存在もありAFCのベストチームと見られた。この年チームは9勝7敗でプレーオフに進出したがワイルドカードプレーオフで敗れた。選手たちはコーチ陣を公然と批判しており、NFLのヘッドコーチ経験者であるマイク・ディトカは「ドルフィンズには、ハートがない」、ロン・マイヤーは「シュラがチームをコントロールできていない。」と批判した。このシーズン終了後、彼はヘッドコーチを辞任した。
ドルフィンズでの26シーズン中、勝率が5割を割ったのはわずか2回であった。

### ヘッドコーチ退任後
ヘッドコーチ退任後は、ゴルフを楽しんだり、ホテルやゴルフ場、ステーキハウスチェーンなどの経営を行った。
1996年にドルフィンズのオナー・ロールに加わった。
無敗でスーパーボウルを制した30年後の2003年1月26日に行われた第37回スーパーボウルではコイントスを務めた。
2007年にドルフィン・スタジアムで行われた第41回スーパーボウルではヴィンス・ロンバルディ・トロフィーのプレゼンテーターを務めた。
2008年2月3日の第42回スーパーボウルではオープニングのセレモニーに出席した。
2010年の80歳の誕生日には、ドルフィンズはホームスタジアムで彼の誕生パーティーを開催、元上院議員のボブ・グレアムやライバルチームのヘッドコーチであったマーティ・ショッテンハイマー、ダン・リーブスが招待された。

## ヘッドコーチとしての成績
| 年        | チーム    | レギュラーシーズン | レギュラーシーズン | レギュラーシーズン | レギュラーシーズン | レギュラーシーズン | ポストシーズン | ポストシーズン | ポストシーズン | ポストシーズン              |
| 年        | チーム    | 勝                 | 敗                 | 分                 | 勝率               | 結果               | 勝             | 敗             | 勝率           | 結果                        |
| --------- | --------- | ------------------ | ------------------ | ------------------ | ------------------ | ------------------ | -------------- | -------------- | -------------- | --------------------------- |
| 1963      | BAL       | 8                  | 6                  | 0                  | .571               | カンファレンス3位  | —              | —              | —              | —                           |
| 1964      | BAL       | 12                 | 2                  | 0                  | .857               | カンファレンス1位  | 0              | 1              | .000           | NFLチャンピオンシップ敗退   |
| 1965      | BAL       | 10                 | 3                  | 1                  | .769               | カンファレンス2位  | 0              | 1              | .000           | 西カンファレンスゲーム敗退  |
| 1966      | BAL       | 9                  | 5                  | 0                  | .643               | カンファレンス2位  | —              | —              | —              | —                           |
| 1967      | BAL       | 11                 | 1                  | 2                  | .917               | コースタル地区2位  | —              | —              | —              | —                           |
| 1968      | BAL       | 13                 | 1                  | 0                  | .929               | コースタル地区1位  | 2              | 1              | .667           | 第3回スーパーボウル敗退     |
| 1969      | BAL       | 8                  | 5                  | 1                  | .615               | コースタル地区2位  | —              | —              | —              | —                           |
| BAL Total | BAL Total | 71                 | 23                 | 4                  | .755               |                    | 2              | 3              | .400           |                             |
| 1970      | MIA       | 10                 | 4                  | 0                  | .714               | AFC東地区2位       | 0              | 1              | .000           | AFC地区ゲーム敗退           |
| 1971      | MIA       | 10                 | 3                  | 1                  | .769               | AFC東地区1位       | 2              | 1              | .667           | 第6回スーパーボウル敗退     |
| 1972      | MIA       | 14                 | 0                  | 0                  | 1.000              | AFC東地区1位       | 3              | 0              | 1.000          | 第7回スーパーボウル制覇     |
| 1973      | MIA       | 12                 | 2                  | 0                  | .857               | AFC東地区1位       | 3              | 0              | 1.000          | 第8回スーパーボウル制覇     |
| 1974      | MIA       | 11                 | 3                  | 0                  | .786               | AFC東地区1位       | 0              | 1              | .000           | AFC地区ゲーム敗退           |
| 1975      | MIA       | 10                 | 4                  | 0                  | .714               | AFC東地区2位       | —              | —              | —              | —                           |
| 1976      | MIA       | 6                  | 8                  | 0                  | .429               | AFC東地区3位       | —              | —              | —              | —                           |
| 1977      | MIA       | 10                 | 4                  | 0                  | .714               | AFC東地区2位       | —              | —              | —              | —                           |
| 1978      | MIA       | 11                 | 5                  | 0                  | .688               | AFC東地区2位       | 0              | 1              | .000           | AFCワイルドカードゲーム敗退 |
| 1979      | MIA       | 10                 | 6                  | 0                  | .625               | AFC東地区1位       | 0              | 1              | .000           | AFC地区ゲーム敗退           |
| 1980      | MIA       | 8                  | 8                  | 0                  | .500               | AFC東地区3位       | —              | —              | —              | —                           |
| 1981      | MIA       | 11                 | 4                  | 1                  | .719               | AFC東地区1位       | 0              | 1              | .000           | AFC地区ゲーム敗退           |
| 1982*     | MIA       | 7                  | 2                  | 0                  | .778               | AFC東地区1位       | 3              | 1              | .750           | 第17回スーパーボウル敗退    |
| 1983      | MIA       | 12                 | 4                  | 0                  | .750               | AFC東地区1位       | 0              | 1              | .000           | AFC地区ゲーム敗退           |
| 1984      | MIA       | 14                 | 2                  | 0                  | .875               | AFC東地区1位       | 2              | 1              | .667           | 第19回スーパーボウル敗退    |
| 1985      | MIA       | 12                 | 4                  | 0                  | .750               | AFC東地区1位       | 1              | 1              | .500           | AFC地区ゲーム敗退           |
| 1986      | MIA       | 8                  | 8                  | 0                  | .500               | AFC東地区3位       | —              | —              | —              | —                           |
| 1987      | MIA       | 8                  | 7                  | 0                  | .533               | AFC東地区3位       | —              | —              | —              | —                           |
| 1988      | MIA       | 6                  | 10                 | 0                  | .375               | AFC東地区5位       | —              | —              | —              | —                           |
| 1989      | MIA       | 8                  | 8                  | 0                  | .500               | AFC東地区2位       | —              | —              | —              | —                           |
| 1990      | MIA       | 12                 | 4                  | 0                  | .750               | AFC東地区2位       | 1              | 1              | .500           | AFC地区ゲーム敗退           |
| 1991      | MIA       | 8                  | 8                  | 0                  | .500               | AFC東地区3位       | —              | —              | —              | —                           |
| 1992      | MIA       | 11                 | 5                  | 0                  | .688               | AFC東地区1位       | 1              | 1              | .500           | AFCチャンピオンシップ敗退   |
| 1993      | MIA       | 9                  | 7                  | 0                  | .563               | AFC東地区2位       | —              | —              | —              | —                           |
| 1994      | MIA       | 10                 | 6                  | 0                  | .625               | AFC東地区1位       | 1              | 1              | .500           | AFC地区ゲーム敗退           |
| 1995      | MIA       | 9                  | 7                  | 0                  | .563               | AFC東地区3位       | 0              | 1              | .000           | AFCワイルドカードゲーム敗退 |
| MIA Total | MIA Total | 257                | 133                | 2                  | .659               |                    | 17             | 14             | .548           |                             |
| Total     | Total     | 328                | 156                | 6                  | .677               |                    | 19             | 17             | .528           |                             |

*ストライキのため、日程短縮

## 家族
最初の妻のドロシー・バーティシュは32年間の結婚生活の後、1991年に死去した。1993年のシーズン中、バイウィークにメアリー・アン・スティーブンスと再婚した。
息子のデイブ・シュラ、マイク・シュラも指導者となり、デイブはシンシナティ・ベンガルズでマイクはアラバマ大学でヘッドコーチを務めている。ドン・シュラがヘッドコーチになったのは33歳の時であるが、デイブも32歳、マイクは37歳でヘッドコーチに就任した。